# Маркелов, Иван Прохорович
Иван Прохорович Маркелов — советский хозяйственный и государственный деятель, лауреат Государственной премии СССР за выдающиеся достижения в труде.

## Биография
Родился в 1925 году в селе Малая Иня. Член КПСС.
Участник Великой Отечественной войны в составе 203-го гвардейского стрелкового полка 70-й гвардейской стрелковой дивизии.
В 1950—1959 годах — водитель в Литовской ССР, Минусинске, водитель золотопромышленного треста в Хакасской ССР.
В 1959—1987 годах — водитель, бригадир водителей автоколонны № 1259 Абаканского транспортного треста.
За счёт введения почасовых графиков и бригадного подряда увеличил дневную выработку машин бригады со 134 до 160 тонн стройматериалов.
За большой личный вклад в дело повышения эффективности ж/д и автомобильного транспорта был в составе коллектива удостоен Государственной премии СССР за выдающиеся достижения в труде 1982 года.
Почетный гражданин города Абакана (29.04.1986)
Умер в Абакане в 2002 году.

## Награды
- Орден Октябрьской Революции
- Орден Отечественной войны I степени
- Орден Отечественной войны II степени